# Bob Gainey
Robert Michael Gainey, detto Bob (Peterborough, 13 dicembre 1953), è un allenatore di hockey su ghiaccio, ex hockeista su ghiaccio e dirigente sportivo canadese. Ha giocato tutta la sua carriera con i Montreal Canadiens, con cui ha vinto cinque Stanley Cup, ed è considerato tra i migliori attaccanti della storia, come testimoniano le vittorie di quattro Frank J. Selke Trophy, il premio assegnato al miglior attaccante della stagione, a cui si aggiunge un Conn Smythe Trophy come miglior giocatore dei playoff nel 1979. Nel 1992 è stato inserito nella Hockey Hall of Fame, ed il suo numero di maglia, il 23, è stato ritirato dai Canadiens.
A seguito del ritiro da giocatore, ha intrapreso la carriera di allenatore, cominciando con i Minnesota North Stars nel 1992, poi trasferitisi a Dallas, con cui ha vinto una Stanley Cup e perso una finale. Esonerato dai texani nel 2002, tra il 2003 ed il 2010 ha allenato i Canadiens, senza grandi risultati. Dal 9 maggio 2012 è consulente di squadra dei Dallas Stars.